# گل‌یازی (قزل‌اورن)
گل‌یازی (به ترکی استانبولی: Gülyazı) یک منطقهٔ مسکونی در ترکیه است که در قزل‌اورن واقع شده‌است.